# Hypopleurona submarginalis
Hypopleurona submarginalis är en fjärilsart som beskrevs av M.Gaede 1940. Hypopleurona submarginalis ingår i släktet Hypopleurona och familjen nattflyn. Inga underarter finns listade i Catalogue of Life.